# Гапоновский
Гапоновский — хутор в Крымском районе Краснодарского края. Входит в состав Нижнебаканского сельского поселения.

## География
Расположен на реке Псыж.

## Население
| 1999 | 2002 | 2010 |
| ---- | ---- | ---- |
| 53   | ↘47  | ↗49  |

| 1999 | 2002 | 2010 |
| ---- | ---- | ---- |
| 53   | ↘47  | ↗49  |